# Терек
Те́рек (в низовье Новый Терек и Аликазган, груз. თერგი (Тэрги); осет. Терк; ингуш. Тийрк, кабард.-черк. Тэрч; карач.-балк. Терк суу; чечен. Терк; кум. Терек-сув, ног. Терк сув) — река на Северном Кавказе. Терек протекает по территории двух государств — Грузии (верховье) и Российской Федерации, в том числе в последней по территории 6 субъектов. Имеет важное водохозяйственное значение. Дельта Терека представляет собой самостоятельный обширный массив площадью около 4000 км², из которых более 500 км² заняты ирригационными площадями.

## Этимология
Русское название реки — Терка вероятнее всего имеет тюркское происхождение. Изначально гидроним хоть и связывали с современным тюркским словом терек, но смущало его неподходящее значение — «тополь», то есть терек су — «тополиная река». Однако в 1980—1990-х годах было доказано что значение современного тюркского слова терек генетически восходит к древне-тюркскому (хунно-булгарскому) слову с изначальным значением — «родник, ручей, источник». То есть Терек — «река». Например, А. В. Суперанская делает вывод на основании широкого распространения лексемы терек в гидронимах (Ак-Терек, Кара-Терек, Уч-Терек, Иш-Терек и др.), а также из-за больших размеров этих рек. На карачаево-балкарском языке «терк суу» означает «быстрая, стремительная вода или река».
Существует мнение и о кабардино-черкесском название реки. Тэрч — «дающий прутья»: «ты» — давать, «чы» — прутья. Прутья (чы) с незапамятных времён до конца XIII века оставались важным строительным материалом для черкесов. По обеим сторонам реки Терек были густые лесные заросли. Однако по мнению А. В. Суперанской название Тэрч вторично и было заимствованно позднее.

### В других языках
В древних грузинских источниках («Житие Картлии» Леонтия Мровели) эта река называется Ломеки, что в переводе с чеченского / ингушского языков означает «горная вода».
Начальное течение Терека в грузинской географии называется Ломехи (вариант — Ламехи). Согласно К. М. Туманову название это состоит из двух чеченских слов «лам» (гора) и «хи» (вода, река), то есть горная река.

## География

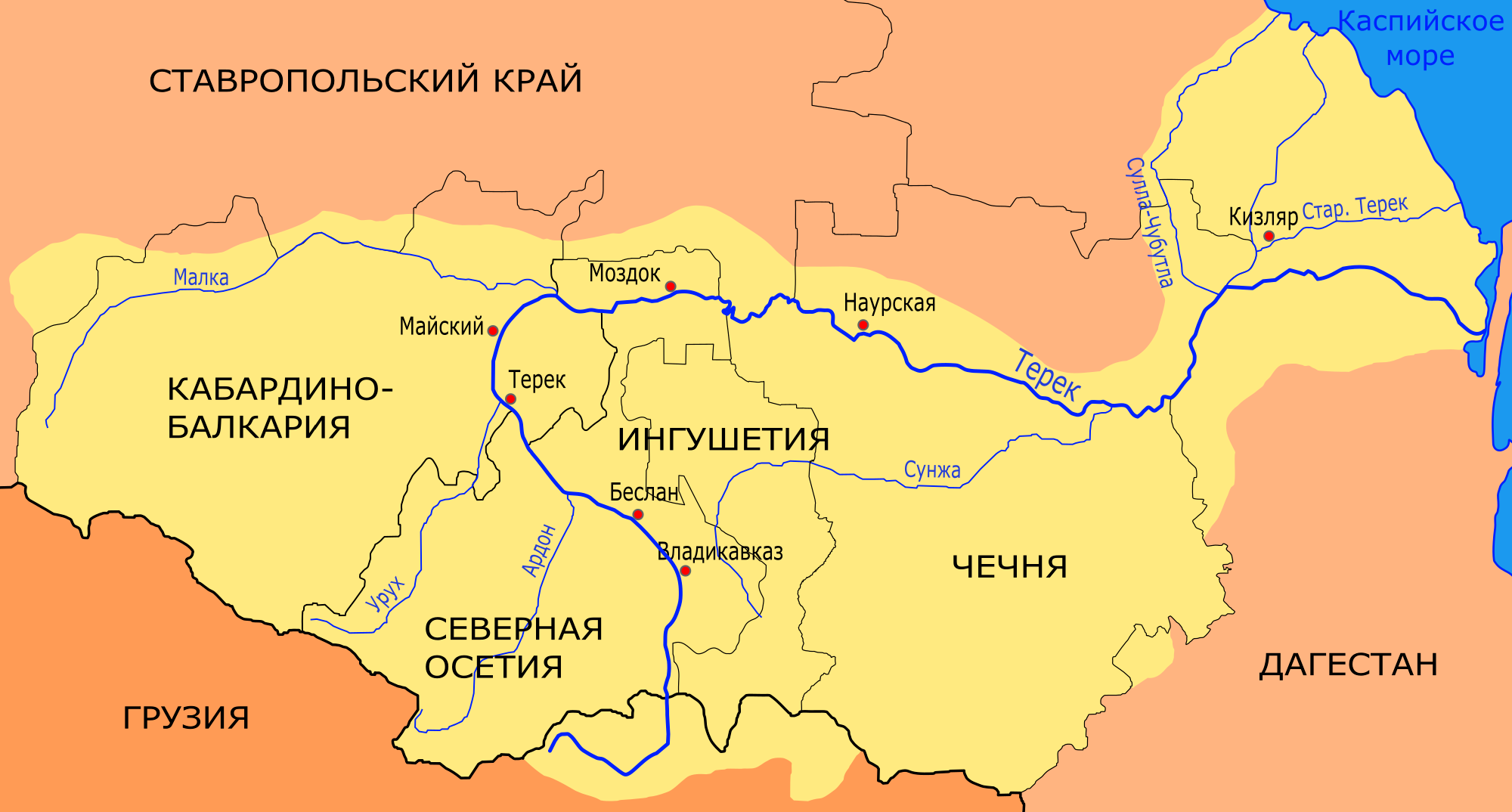
Бассейн Терека

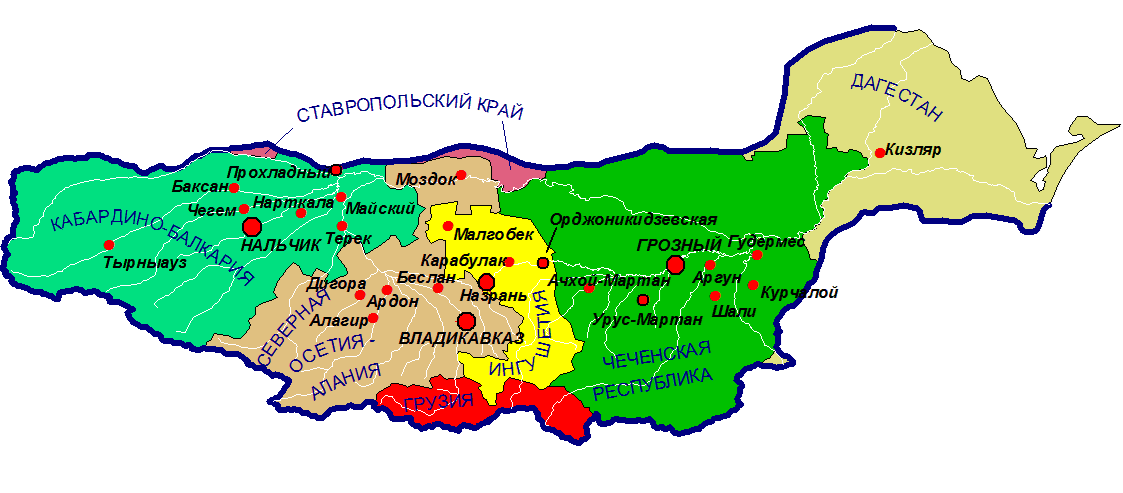
Города расположенные в бассейне Терека

Впервые в схематическом виде бассейн реки был нанесён на карты в 1318 году. Сравнительно подробное описание было создано в конце XIX века. Тогда же были произведены первые эпизодические наблюдения за гидрологией. Систематические же наблюдения стали производиться в начале следующего века. По состоянию на 2015 год обобщающих работ по гидрографии и гидрологии реки не существовало.
Берёт начало на склоне Главного Кавказского хребта в Трусовском ущелье, из ледника горы Зилга-Хох на высоте 3210 м над уровнем моря. Протекает по территориям Грузии, Северной Осетии, Кабардино-Балкарии, Ставропольского края, Чечни и Дагестана. Длина реки — 623 км, площадь водосборного бассейна — 43 200 км². От Каргалинского гидроузла носит название Новый Терек (иногда в литературе также употребляется название Каргалинка). В низовье именуется Аликазган (название, предположительно, дано по селу Аликазган, которое располагалось возле современного Крайновского моста). Средний уклон 4,40 м/км.
Первые 30 км течёт между Главным и Боковым хребтами, затем поворачивает на север и пересекает Боковой (в Дарьяльском ущелье), Скалистый хребет и Чёрные горы; у города Владикавказ выходит на предгорную равнину, где принимает полноводные притоки Гизельдон, Ардон, Урух, Малку (с Баксаном). От устья Малки протекает в песчано-глинистом русле с многочисленными островами, косами и отмелями; ниже устья Сунжи разбивается на ряд рукавов и протоков. Впадает в Аграханский залив и Каспийское море, образуя дельту (площадь около 4000 — 6000 км²); положение основного русла на участке дельты неоднократно менялось (с 1914 большая часть стока проходит по руслу Каргалинского прорыва). Старицами реки являются реки, ныне превращённые в каналы, — Суллу-Чубутла, Старый Терек (канал Дельтовый), Средняя, Таловка, Куру-Терек, Кардонка и др. В 1957 году в вершине «Каргалинского прорыва» был построен Каргалинский гидроузел, с помощью которого подаётся вода в старые рукава Терека. В равнинной части реки вдоль её течения селились терские казаки.

## Гидрология

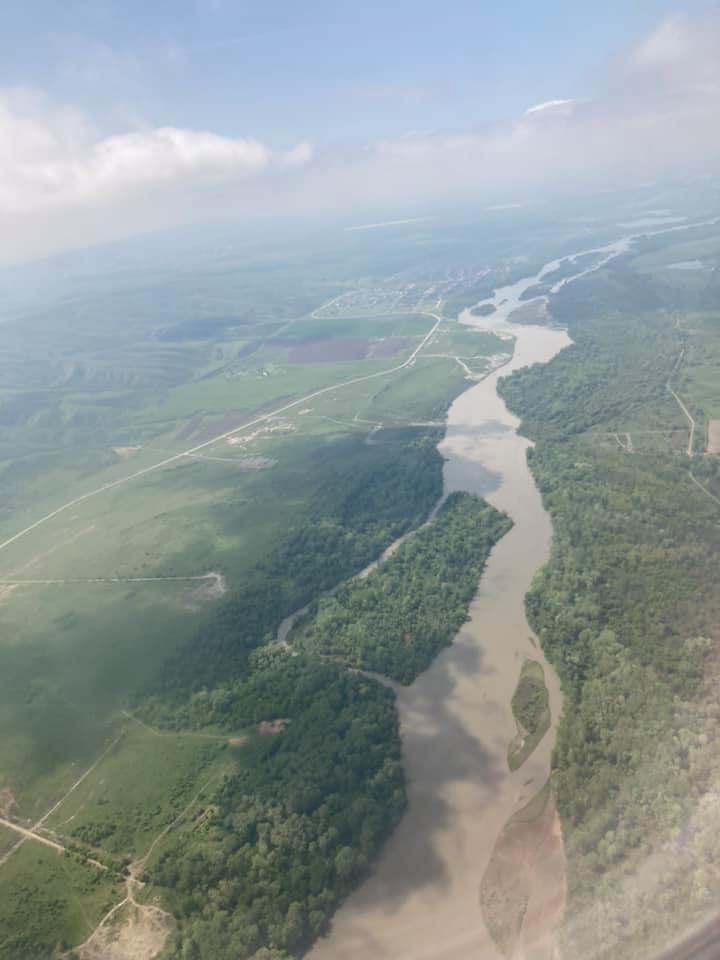
Река Терек.

Питание реки смешанное, около 70 % стока приходится на весенне-летний период. Общий вынос воды Терека в дельту достигает в среднем 11 км³ в год, из которых около 4 км³. расходуется в дельте на орошение, испарение, наполнение озёр и плавней, просачивание, и около 6 км³ достигают моря. Наибольшая водность в июле — августе, наименьшая — в феврале. Среднегодовой расход воды — в 530 км от устья (у Владикавказа) 34 м³/с, в 16 км от устья 305 м³/с. Мутность 400—500 г/м³ (в 2 раза выше чем в Волге). За год Терек выносит от 9 до 26 млн т взвешенных наносов. Ледовый режим неустойчив (ледостав лишь в отдельные суровые зимы).
65 % площади водосбора приходится на горную зону.

## Притоки
Все основные притоки Терека являются горными реками, которые текут  в глубоких узких ущельях с крутыми обрывистыми берегами.
Основные притоки: левые — Ардон и Гизельдон (Гизельдон впадает в Ардон в 0,2 км от впадения Ардона в Терек, поэтому часто упоминается как левый приток Терека.), Урух, Малка, правые — Армхи и Сунжа.

## Дельта Терека
Главный транзитный рукав Терека в его дельте «гуляет»: образование нового рукава происходит примерно каждые 60—70 лет, при этом старый как правило отмирает. «Кущение» происходит в районе станицы Каргалинской, в XX веке этот процесс искусственно останавливался из-за катастрофических наводнений и прорывов, имевших место в прошлом.

## Изучение реки
Для изучения реки построено 7 гидрологических постов — Владикавказ, Котляревская, Моздок (ниже впадения реки Малки), Степное (Хангашюрт) (ниже впадения реки Сунжи), Каргалинский гидроузел, Аликазган и Дамба.

## Водохозяйственное значение
Использование реки Терек имеет широкое хозяйственное значение. Его водами орошается несколько тысяч гектаров засушливых земель, расположенных в Терско-Кумской и Терско-Сулакской низменностях. Для обводнения построены два гидроузла — Павлодольский (от него берёт начало Терско-Кумский канал) и Каргалинский (три канала — Дельтовый, Новотеречный, Сулу-Чубутла), — а также крупные каналы — Алханчуртский (берёт начало в районе села Алханчурт (Северная Осетия), канал имени Куйбышева (район станицы Червлённой (Чечня)), Наурско-Шелковская ветвь (станица Червлённая), имени Дзержинского (берёт начало в районе бывшего хутора Дзержинка).

## Список населённых пунктов на реке Терек
Грузия
- Край Мцхета-Мтианети:

- Казбегский муниципалитет: Реси, Деси, Тепи, Цоцолта, Картсопели, Абано, Кетриси, Квемо-Окрокана, Шевардени, Ухати, Каноби, Пхелше, Горисцихе, Ткаршети, Сиони, Гарбани, Арша, Ачхоти, Паншети, Степанцминда, Цдо.

Российская Федерация
- Республика Ингушетия:
- Джейрахский район: Джейрах[22] (ур. Горбани, ур. Тамариани)

- Республика Северная Осетия — Алания:

- Владикавказский административный округ: пос. Верхний Ларс, пос. Нижний Ларс, Эзми, Чми, Балта, Терк, Редант 1, Редант 2, г. Владикавказ (протекает через исторический центр города, причисленного к выявленным объектам культурного наследия регионального значения[23]), пос. Южный, пос. Заводской

- Пригородный район: Ногир, Михайловское, посёлок Алханчурт

- Правобережный район: г. Беслан, Фарн

- Ардонский район: Коста, пос. Бекан

- Кировский район: Змейская, Эльхотово

- - Республика Кабардино-Балкария

- Терский район: Плановское, город Терек, Арик, Джулат, Красноармейское, Опытное, Урожайное, Терекское, Хамидие

- Майский район: Александровская, Котляревская, г. Майский
  - Республика Северная Осетия — Алания

- Моздокский район: ст. Черноярская, Новоосетинская, Сухотское, Виноградное, Павлодольская, Раздольное, Кизляр, Луковская, г. Моздок, Киевское, посёлок Калининский, ст. Терская, пос. Октябрьский

- - Ставропольский край

- Курский район: Стодеревская, Галюгаевская
  - Чеченская Республика

- Надтеречный район: Братское, Гвардейское, Бено-Юрт, Ищерская, Знаменское, Верхний Наур, Лаха Невре, Мекен-Юрт, Подгорное

- Наурский район: Ищерская, Наурская, Калиновская, Левобережное, Николаевская

- Шелковский район: Червлённая, Харьковское, Старогладовская, Парабоч, Старощедринская

- Грозненский район: Кень-Юрт, Терское, Правобережное, Набережный, Виноградное

- Гудермесский район: Брагуны, Хангиш-Юрт, Азамат-Юрт

- - Республика Дагестан

- Хасавюртовский район: Акбулатюрт

## ГЭС
На реке расположен Терский каскад ГЭС: Дарьяли ГЭС, Ларси ГЭС (на территории Грузии), Эзминская ГЭС, Дзауджикауская ГЭС и Павлодольская ГЭС (на территории России); суммарная установленная мощность на 2018 год составляла до 185 МВт со среднегодовой выработкой около 904 млн кВт⋅ч. Возможно строительство ещё ряда ГЭС.

## Природа
В низовьях Терек богат рыбой (лосось, форель, сазан, судак, сом, усач и др.).

## Терек в культуре и искусстве
Терек описывали в своих стихах А. С. Пушкин, М. Ю. Лермонтов и др.
Терек воет, дик и злобен,
Меж утёсистых громад,
Буре плач его подобен,
Слёзы брызгами летят.М. Ю. Лермонтов, «Дары Терека»
В Северной Осетии есть танцевальный осетинский фольклорный ансамбль «Терек».
На берегах Терека происходят события в известной казачьей песне «Любо, братцы, любо»:
Как на быстрый Терек, на высокий берег,
Выгнали казаки сорок тысяч лошадей.
И устлали Терек, и покрылся берег
Сотнями порубанных, пострелянных людей.
Футбольный клуб «Ахмат» (Грозный) до 2017 года назывался «Терек».
Четвёртый этюд соль-диез минор из сборника «Двенадцать этюдов высшего мастерства» композитора С. М. Ляпунова носит название «Терек».
В 1859 году в своём путевом очерке «Кавказ» Терек описал Александр Дюма.
В повести Льва Николаевича Толстого «Казаки» все основные события происходят на реке Терек.
В романе Ильфа и Петрова «Двенадцать стульев» часть путешествия Остапа Бендера, Кисы Воробьянинова и отца Фёдора по Кавказу проходит вдоль Терека:
Ночью он [отец Фёдор] ревел так, что временами заглушал Терек, а утром подкрепился любительской колбасой с хлебом и сатанински хохотал над пробегавшими внизу автомобилями.
Терек упоминается в песне Леонида Утёсова «То не тучи — грозовые облака»:
То не тучи — грозовые облака
По-над Тереком на кручах залегли.
Кличут трубы молодого казака.
Пыль седая встала облаком вдали.
Поэт Василий Жуковский в стихотворении «К Воейкову» упоминает Терек (1814).
Ты зрел, как Терек в быстром беге
Меж виноградников шумел,
Где часто, притаясь на бреге,
Чеченец иль черкес сидел
Под буркой, с гибельным арканом;
Тереку посвящён романс «Пышно льётся светлый Терек…» поэта Александра Полежаева (1832).
Пышно льётся светлый Терек
В мирном лоне тишины;
Девы юные на берег
Вышли встретить пир весны.
Название «Терек» носил вспомогательный российский крейсер, участвовавший в русско-японской войне.

## Галерея

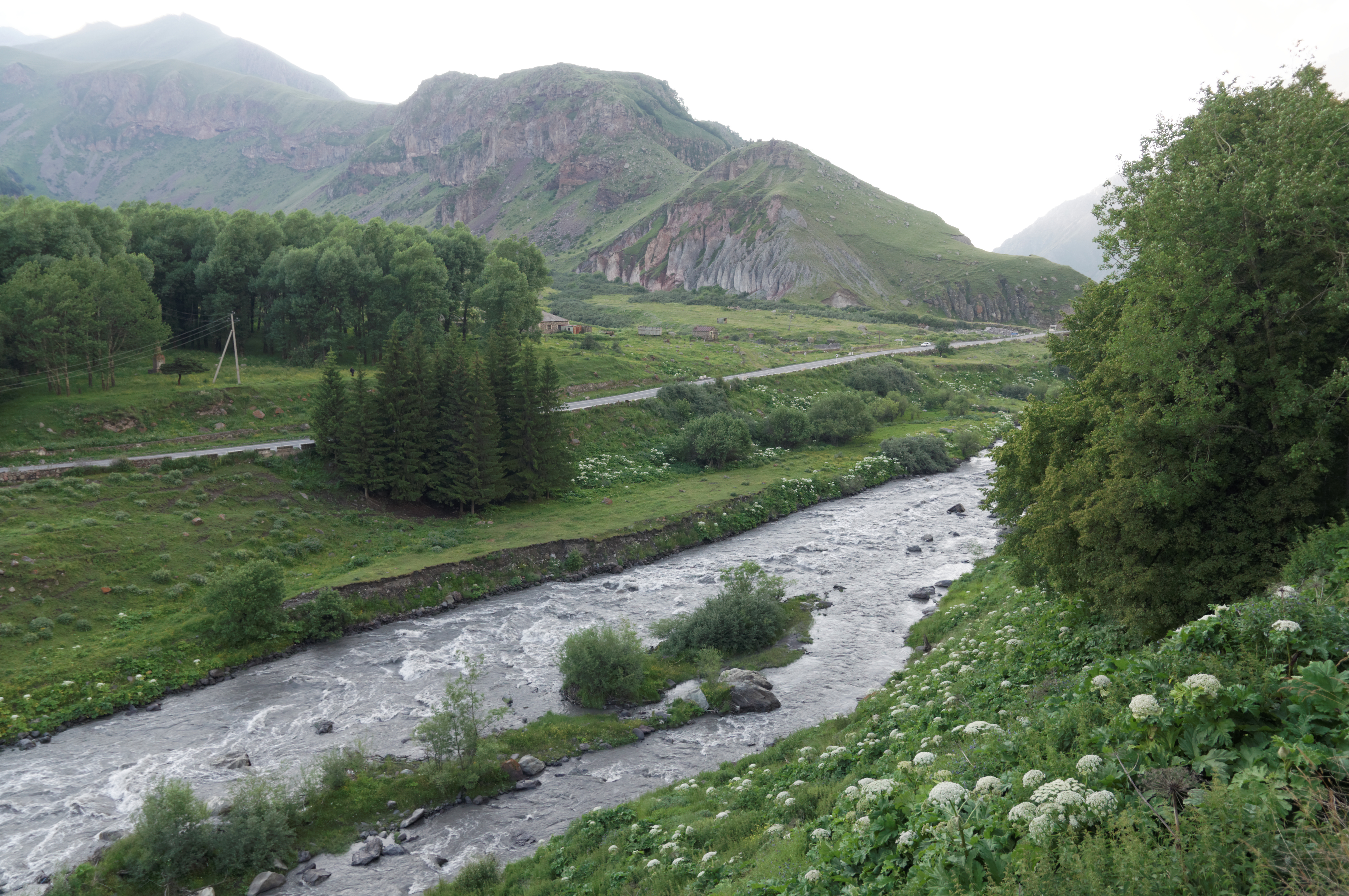
Терек рядом с посёлком Казбеги, Грузия.
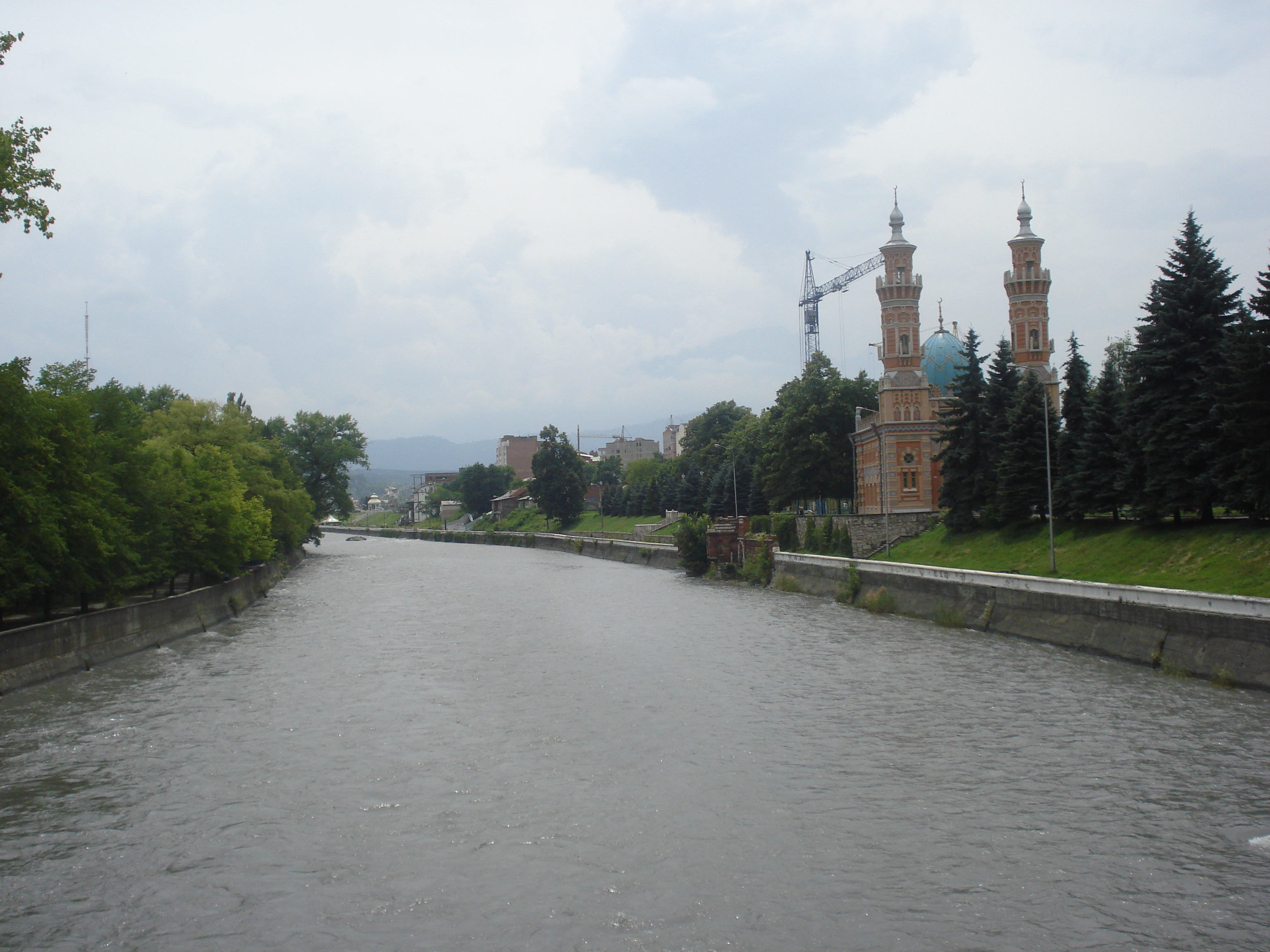
Терек во Владикавказе. Июль 2009 года.
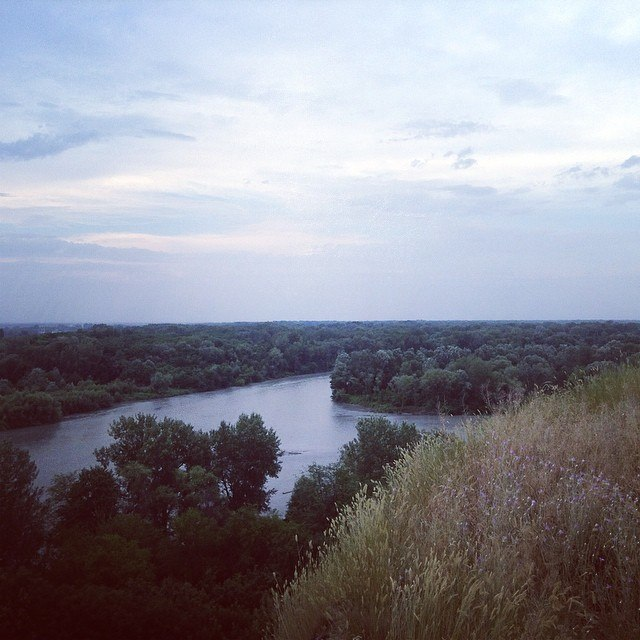
Река Терек у села Терекское (Кабардино-Балкария)
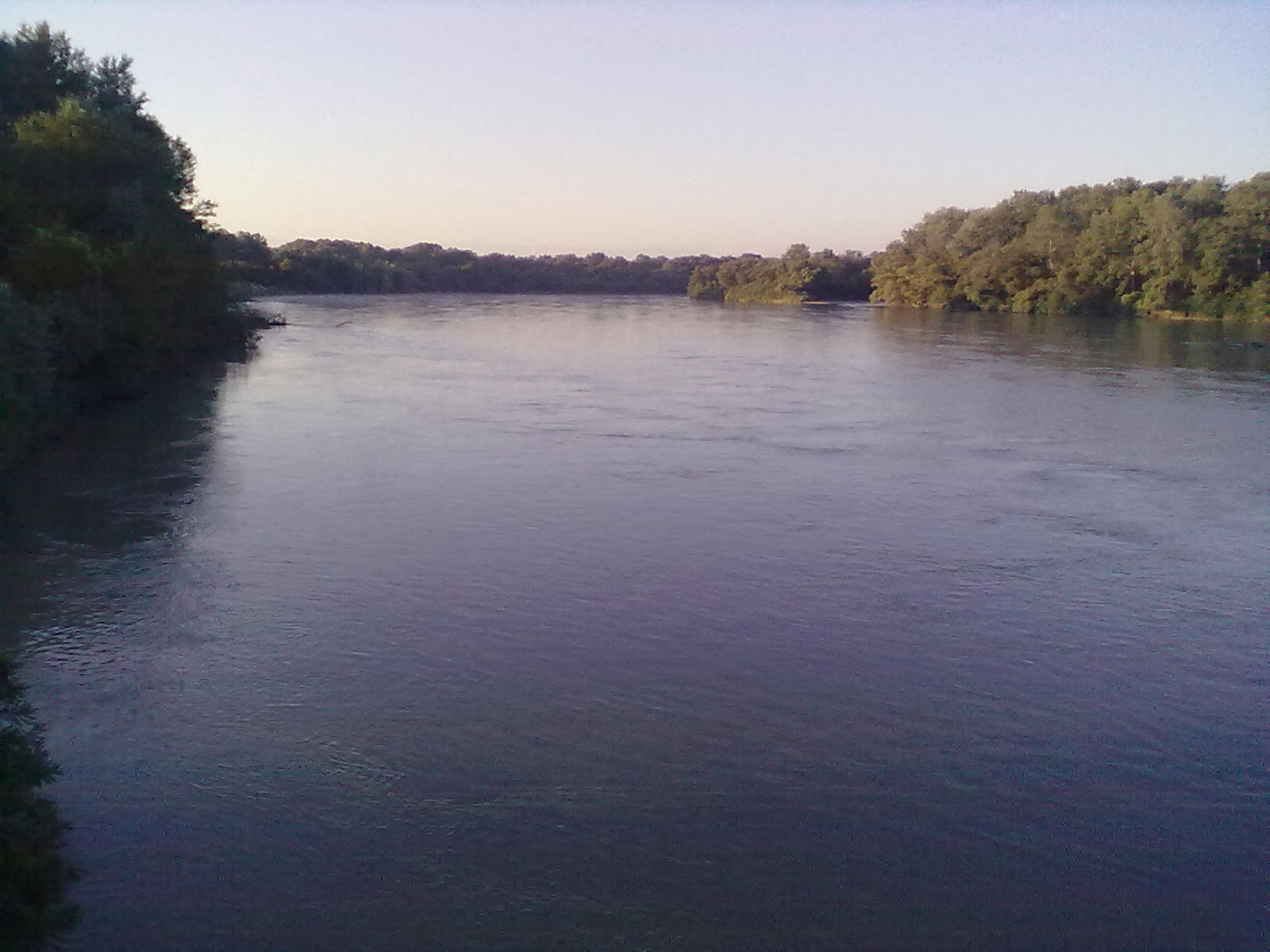
Терек у Гребенского моста, граница между Чечнёй и Дагестаном
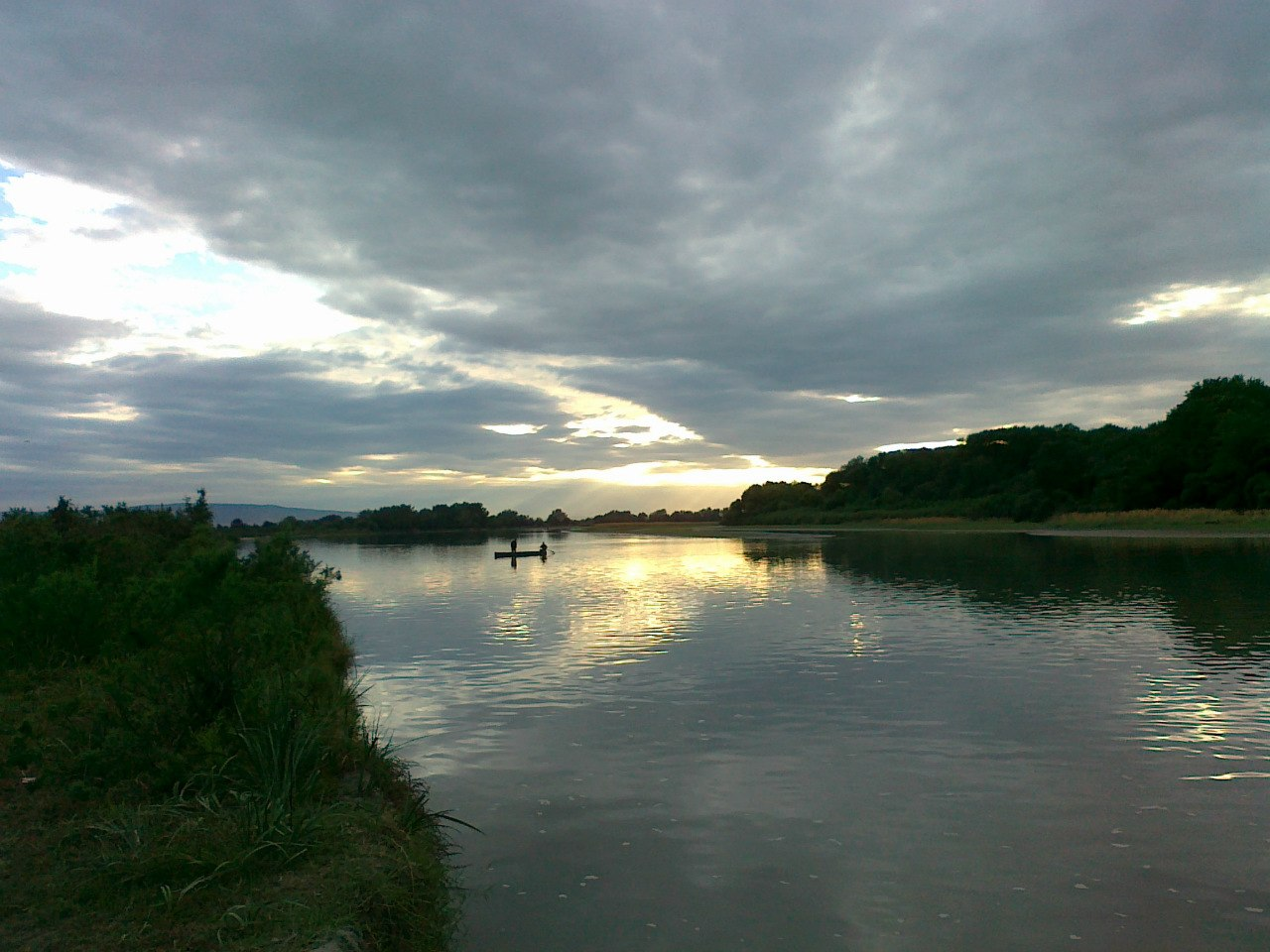
Река Терек (Чечня)
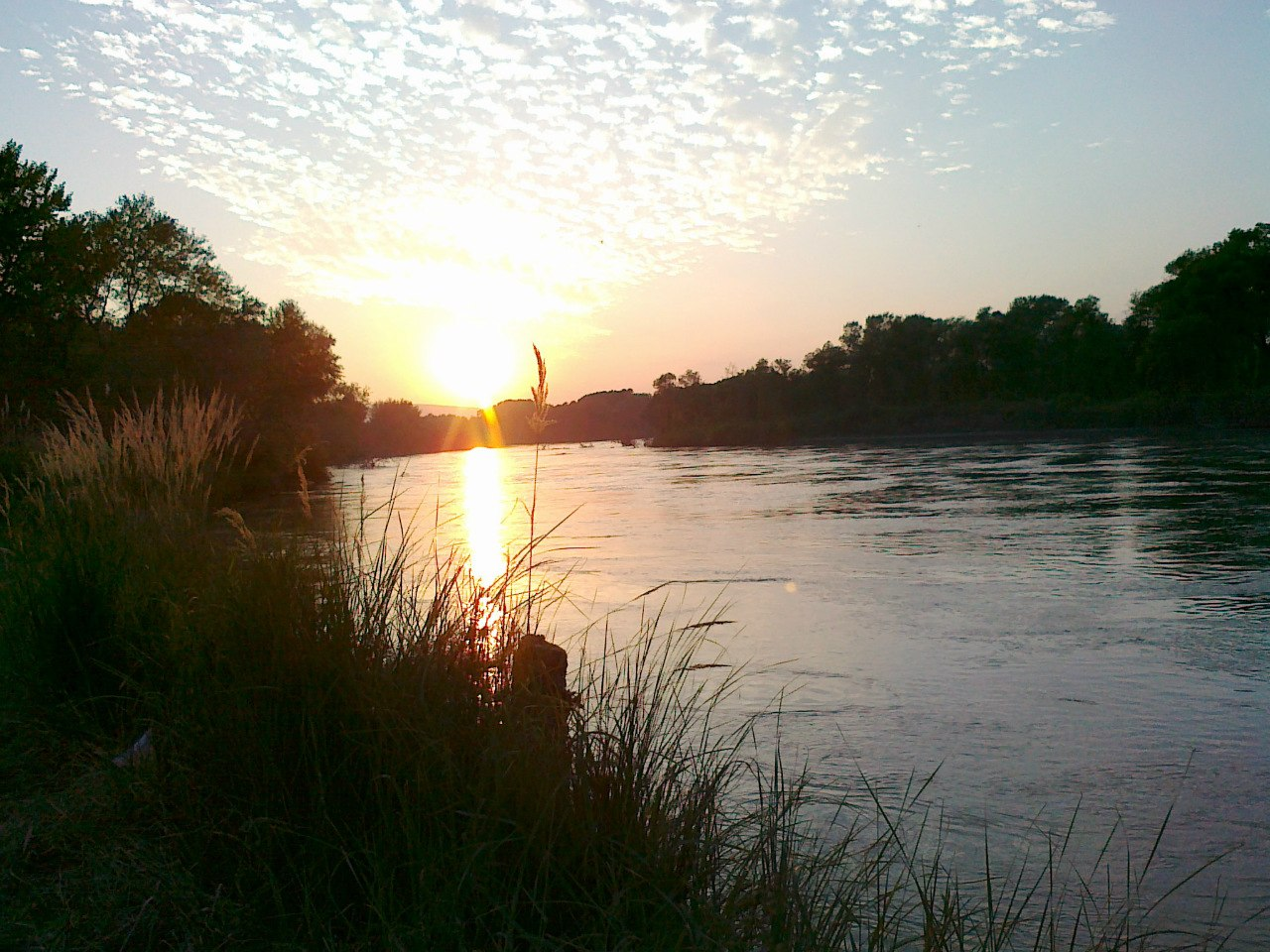
Река Терек (Чечня)
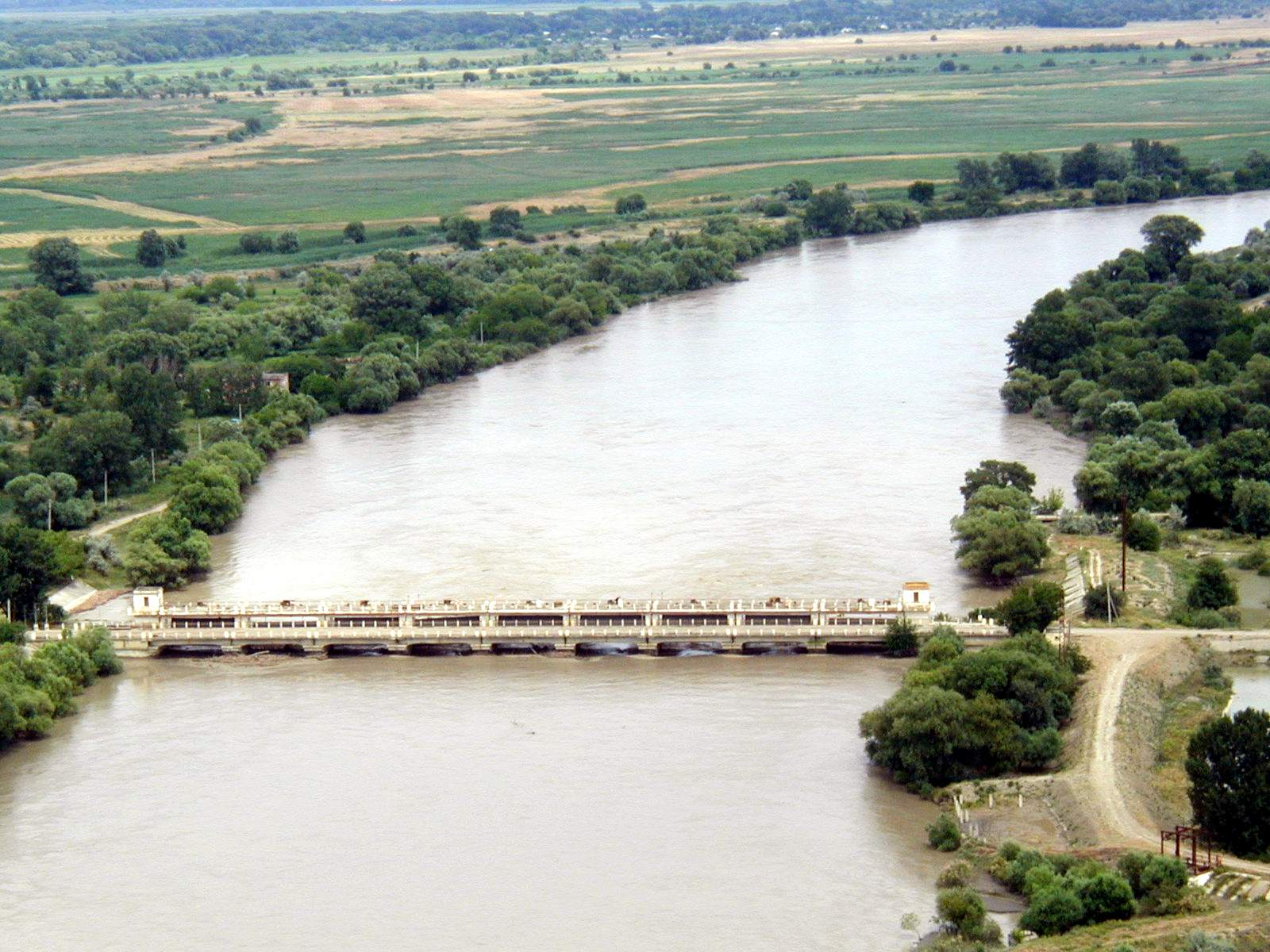
Нижнее течение Терека. Плотина Каргалинского гидроузла.